# Rosanova-Gletscher
Der Rosanova-Gletscher ist ein etwa 13 km langer Gletscher auf der Thurston-Insel vor der Eights-Küste des westantarktischen Ellsworthlands. Er fließt auf der King-Halbinsel in nördlicher Richtung zum Abbot-Schelfeis.
Das Advisory Committee on Antarctic Names benannte ihn im Jahr 2003 nach Christine E. Rosanova vom United States Geological Survey, die seit den frühen 1990er Jahren bis 2002 Satellitenaufnahmen für geologische und glaziologische Untersuchungen ausgewertet hatte und zu den Pionieren der auf diese Weise durchgeführten Ermittlung von Gletscherfließgeschwindkeiten gehört.